# Agapetus boulderensis
Agapetus boulderensis är en nattsländeart som beskrevs av Milne 1936. Agapetus boulderensis ingår i släktet Agapetus och familjen stenhusnattsländor. Inga underarter finns listade i Catalogue of Life.